# Efecto halo
El efecto halo consiste en inferir destrezas, capacidades o atributos de una persona o de una cierta circunstancia de manera favorable, basándose en una primera impresión. Se trata de un error asociado a personas que no cuentan con datos suficientes y poseen elevada incertidumbre al emitir sus juicios. Este efecto es un sesgo cognitivo que forma parte de un amplio grupo de distorsiones que se circunscriben en el denominado «criterio de racionalidad limitada» que trata de desarrollar mecanismos que estilicen las fronteras inherentes a los procesos mentales humanos (N. Cortada; 2008).
El efecto halo, junto con otros sesgos cognitivos tales como el sesgo de autoconfianza o la falacia de la conjunción, permitieron articular un programa de investigación llamado Economía Conductual (D. Kahneman & A. Tversky; 1973). Ocurre  con los juicios de carácter social que se realizan a partir de las opiniones de expertos reconocidos en un área concreta del conocimiento, cuando se refieren a asuntos fuera de su ámbito profesional, donde se «presupone» que el conocimiento de la persona abarca cuestiones de la más diversa índole por causa de alguna suerte de capacidad sin determinar (esta capacidad o atributo sería ese «halo» al que el sesgo se refiere). Este efecto se da en muchos ámbitos de la vida cotidiana, incluyendo en las aulas y en procesos judiciales.

## Historia
Edward Thorndike, conocido por sus contribuciones en el ámbito de la psicología escolar, acuñó el término efecto halo y fue el primero en demostrarlo con evidencia empírica,.y describió este fenómeno en su artículo El error constante en la calificación psicológica.
Este efecto ya lo había notado en estudios anteriores, por ejemplo, en 1915 se dio cuenta de que las personas, a la hora de describir rasgos sobre otra persona, estos rasgos están muy correlacionados entre sí: se valoran a las personas con rasgos del mismo nivel, la mayoría son positivos o negativos, en muy pocos casos se daba una combinación de ambos. Fue entonces cuando decidió llevar a cabo un estudio específico sobre este fenómeno ya que constituía un «error constante» a la hora de evaluar a las personas.

## Evidencia empírica
En un estudio psicológico publicado en 1920, Thorndike pidió a oficiales que califiquen a sus soldados; encontró algunas correlaciones entre todos los rasgos positivos y negativos. Las personas al parecer no piensan de otras personas en términos variados; sino que nos parece ver a cada persona como más o menos bien o más o menos mal en todas las categorías de medición.
Thorndike reportó los datos de los resultados en un artículo llamado El error constante en la valoración psicológica, en concreto, con los oficiales encontró que había una media de correlación de 0.31 entre el físico y la inteligencia, 0.39 entre el físico y el liderazgo, y 0.28 entre el físico y el carácter.
Un estudio realizado por Solomon Asch sugiere que el atractivo es un rasgo central, por lo que supone todos los otros rasgos de una persona atractiva son atrayentes y codiciados.

## Rol en el atractivo
Se ha encontrado que el atractivo físico es la variable que más evoca el efecto halo. El atractivo físico da a las personas una información medible sobre el efecto halo, y son algunas características del atractivo físico las que mejor evocan este efecto. Son estos rasgos específicos los que nos hacen juzgar la personalidad de un individuo. Son muchos estos rasgos específicos (por ejemplo, el color de los ojos, color del cabello, peso...).
Por ejemplo, alguien que es percibido como atractivo, debido a una parte de sus rasgos físicos, también será percibido en gran medida como generoso o inteligente. El rol del atractivo en la evocación del efecto halo ha sido respaldado por muchos estudios. Un estudio reciente, por ejemplo, reveló que el atractivo puede afectar a la percepción que tenemos sobre la vida de esa persona, su éxito y su personalidad. En este estudio, el atractivo estaba correlacionado con el peso. Las personas percibidas como atractivas eran evaluadas como más amistosas y honestas.

## En la personalidad
En un estudio realizado por Dion y Berscheid en 1972, reclutaron a 60 estudiantes de la Universidad de Minnesota, la mitad hombres y la mitad mujeres. A cada uno de los sujetos se le mostró tres fotos: una persona claramente atractiva, una persona media, y una persona con poco atractivo.
Los estudiantes juzgaron cada foto señalando entre 27 rasgos de personalidad (incluyendo altruismo, asertividad, estabilidad, empatía, confianza, honestidad, extroversión, bondad, y promiscuidad). También se les pidió que dijeran la media de felicidad que cada persona de las fotos tenía en el resto de áreas de su vida, y el estatus socioeconómico.
Los resultados mostraron que la mayoría de estudiantes juzgaron a la persona atractiva con rasgos exageradamente positivos y escogieron los rasgos de personalidad más deseables que al resto de fotos. Consideraron que las personas atractivas son más felices, tienen mejores familias, mejor estatus social y económico comparado con las poco atractivas.
El efecto halo está involucrado en la teoría de la personalidad implícita de Harold Kelley, donde los primeros rasgos que reconocemos en los demás influyen en nuestra percepciones de posteriores interpretación a causa de nuestras expectativas. Las personas atractivas son a menudo juzgadas por tener una personalidad más deseable y más habilidades que una persona de apariencia promedio. Así, vemos que las celebridades son usadas para promocionar productos donde ellos no tienen experiencia real en evaluarlos, y con el que incluso pueden no tener ninguna afiliación previa.
Este término se usa comúnmente en la contratación de recursos humanos. Se refiere al riesgo de un entrevistador a notar un rasgo positivo en el entrevistado y, como resultado, preste menos atención a sus aspectos negativos (o viceversa), de esta manera su criterio estaría sesgado.

## Nivel de estudios e inteligencia
En un estudio llevado a cabo por Landy y Sigall en 1974 mostraron a un grupo de estudiantes un texto muy mal escrito. Se les mostró la foto de una mujer y se les dijo que es la autora de los textos. Entonces se les pidió que evaluaran la calidad del texto en una escala del 1 al 9.
Cuando la foto era de una mujer atractiva, la nota media fue de 5,2 mientras que cuando la mujer no era atractiva la nota media fue de 2,7. Se usó una foto neutral y la nota media fue de 4,7.

## Efecto político
En un estudio reciente de Verhulst (2010) encontró que las personas atractivas y familiares tienen mayor facilidad para acceder a un puesto de liderazgo.
En dicho estudio se mostró a un grupo de personas fotos de caras desconocidas y se les pidió que juzgaran quién ganaría unas elecciones. También se consideraba que las personas más atractivas tienen mayor conocimiento político que las menos atractivas.

## Efecto en juicios
En un estudio llevado a cabo en 1974 Efran encontró que las personas más atractivas son sentenciadas a condenas más pequeñas que las personas poco atractivas, incluso cuando habían cometido exactamente el mismo crimen.
También observó que el atractivo físico influye en la creencia de que la persona que es atractiva tiene más posibilidades de reinserción en el futuro.
En otro estudio llevado a cabo por Monahan en 1941 se presentó a un grupo de personas fotos de criminales reales y tenían que juzgar si habían cometido un crimen o no. Las personas que participaron en el estudio encontraban difícil creer que las más atractivas hubiesen cometido algún crimen.

## Efecto halo invertido

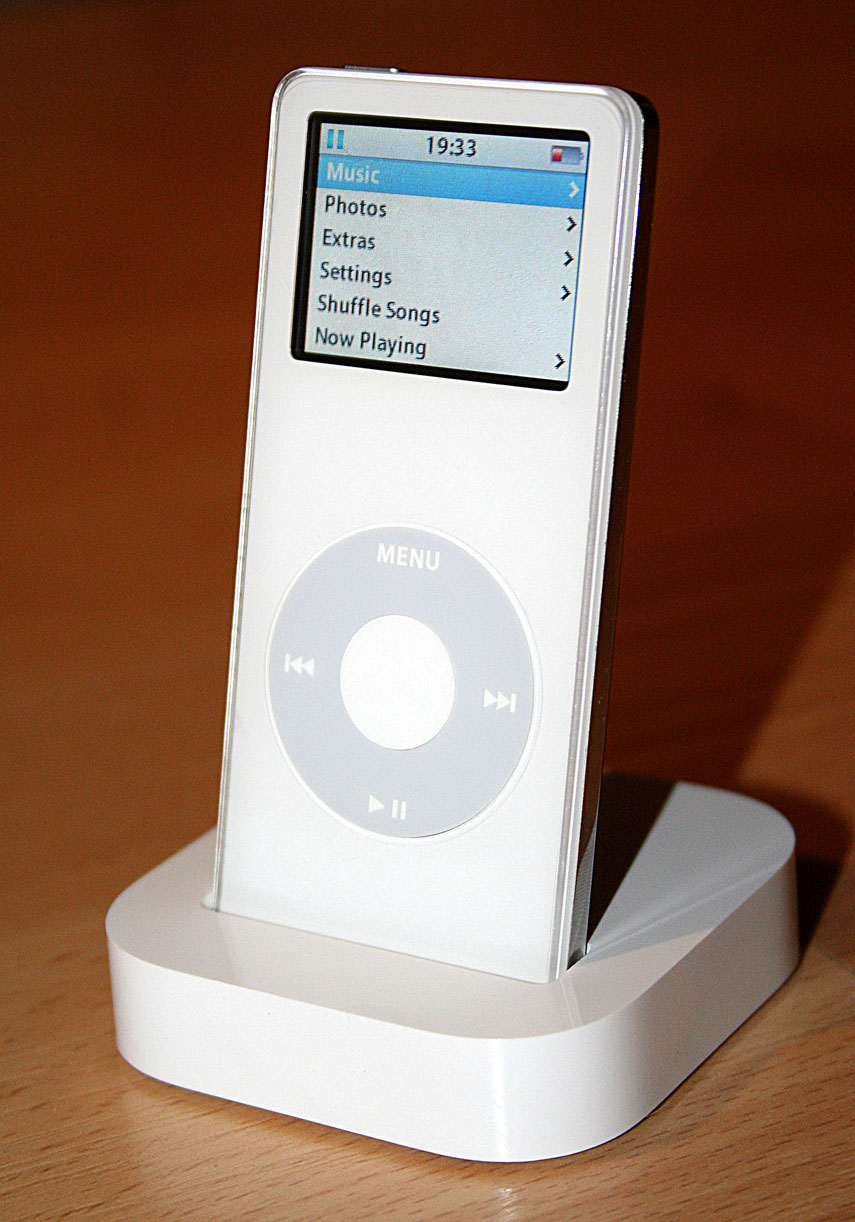
El iPod ha tenido efectos positivos sobre la percepción de otros productos de Apple

Un corolario al efecto halo es el efecto halo invertido en las personas, marcas y otras cosas, se considera que tienen un rasgo indeseable, posteriormente se consideró que tienen muchos puntos débiles, lo que genera que un rasgo negativo influenciando la percepción de otras personas, marcas o cosas en general. Esto se conoce también como Devil Effect.

## Educación
Abikoff encontró que el efecto halo está presente también en las aulas. En concreto los profesores tienen tendencia a identificar bien el TDAH en los niños que de verdad lo padecen, pero también tienden a adjudicárselo a los niños que presentan otros problemas como trastornos oposicionistas-desafiantes.

## Marketing
El efecto halo es tan potente que se utiliza en las campañas publicitarias para conseguir que el público valore de forma positiva un producto.
Ejemplo de ello es el éxito conseguido por la marca Apple mediante el iPod, vehículo por el cual Apple consiguió que los usuarios generasen entusiasmo por otros productos de la marca Apple.
Lo mismo ocurre con los anuncios de restaurantes de comida rápida, que presentan a los restaurantes como beneficiosos y saludables hace que los consumidores subestimen el nivel calórico.

## Diferencias de género
El investigador Kaplan también estudió las diferencias que existen en el efecto halo mediante esta variable.
En concreto, las mujeres son influenciadas por el efecto halo solo cuando se les presenta a personas del género opuesto. Pero cuando se les presenta a personas del mismo sexo, tienden a evaluar negativamente el atractivo. Cuanto más atractiva es la mujer, mayores sentimientos de celos generaban.

## Como un supermodelo
En el marketing, un efecto halo es donde las características positivas percibidas de un producto en particular se extienden afectando la marca. Esto es usado para describir cómo el iPod tuvo efectos positivos sobre la percepción de otros productos de Apple.  El término es también ampliamente usado en la industria de automovilismo, donde un fabricante puede producir un excepcional halo vehículo con la finalidad de promover las ventas de la marca completa. Los coches modernos a menudo describen un halo vehículo como el Dodge Viper, Ford GT, y Acura NSX.

## Sentencias inconscientes
En el año 1977, los psicólogos sociales Richard Nisbett y Timothy Wilson demostraron en un estudio que no somos conscientes de la influencia del efecto halo sobre nuestros juicios. En su investigación, el grupo de participantes que vio el vídeo de un ponente con una actitud fría y arisca, valoró mucho peor otros atributos independientes de su comportamiento como el atractivo físico, la gestualidad y el acento que el grupo que vio el vídeo del mismo ponente con una actitud amistosa y cercana. Cuando posteriormente se entrevistó a los participantes y se les planteó la posibilidad de que su afecto o aversión hacia el ponente hubieran afectado sus puntuaciones, la mayor parte lo negó y afirmó que su juicio había sido independiente.

## Críticas y limitaciones
Una limitación observada es que el efecto halo también se ve influenciado por el estado de humor de la persona que juzga. En consecuencia, el efecto halo es más probable en personas de buen humor. Este resultado pone de manifiesto la necesidad de tener en cuenta el estado de humor de la persona en el momento que va a utilizar el efecto halo en futuros estudios.